# Cymadusa filosa
Cymadusa filosa är en kräftdjursart som beskrevs av Savigny 1816. Cymadusa filosa ingår i släktet Cymadusa och familjen Ampithoidae. Inga underarter finns listade i Catalogue of Life.